# Torneo de Stuttgart 2025
El Boss Open 2025 fue un torneo de tenis jugado en césped al aire libre, perteneciente al ATP Tour 2025 en la categoría ATP Tour 250. Fue la 47.ª edición y se llevó a cabo en Stuttgart (Alemania) del 9 al 15 de junio de 2025.

## Distribución de puntos
| Modalidad            | Campeón | Finalista | Semifinales | Cuartos de final | 2ª ronda | 1ª ronda | Clasificados | 2ª ronda de clasificación | 1ª ronda de clasificación |
| Individual masculino | 250     | 165       | 100         | 50               | 25       | 0        | 13           | 7                         | 0                         |
| Dobles masculino     | 250     | 150       | 90          | 45               | 20       | 0        | -            | -                         | -                         |

## Cabezas de serie

### Individuales masculino
| Tenista               | Ranking | Preclasificado |
| Alexander Zverev      | 3       | 1              |
| Taylor Fritz          | 4       | 2              |
| Tommy Paul            | 12      | 3              |
| Félix Auger-Aliassime | 27      | 4              |
| Denis Shapovalov      | 31      | 5              |
| Brandon Nakashima     | 32      | 6              |
| Alex Michelsen        | 33      | 7              |
| Jiří Lehečka          | 34      | 8              |

- Ranking del 26 de mayo de 2025.[2]

### Dobles masculino
| Tenista                     | Ranking | Preclasificado |
| Kevin Krawietz Tim Puetz    | 11      | 1              |
| Sadio Doumbia Fabien Reboul | 48      | 2              |
| Rohan Bopanna Sander Gillé  | 76      | 3              |
| Rafael Matos Marcelo Melo   | 79      | 4              |

## Campeones

### Individual masculino
Taylor Fritz venció a  Alexander Zverev por 6-3, 7-6(7-0)

### Dobles masculino
Santiago González /  Austin Krajicek vencieron a  Alex Michelsen /  Rajeev Ram por 6-4, 6-4